# Mats Åkerman
Karl Mats Petter Helge Åkerman, född 1956 i Stockholm, är en svensk målare, tecknare och grafiker.
Åkerman har studerat vid Stockholms universitet och Konstfackskolan. Han har skapat en egen fantasivärld som han kallar Den Svagiska Unionen. Huvudpersonen i denna värld heter Rocco Rivarossi och berättelsen utspelar sig mestadels på 1950-talet. Bilderna föreställer ofta restauranger, båtar, tåg och stadsmiljöer. Måleriet utgör merparten av hans arbete men i projektet ingår också diverse andra uttrycksformer såsom teckningar, kartor, serier, diagram, tabeller, filmer, objekt och texter.
Åkerman har medverkat i utställningar på Galleri Överkikaren 1995 och 2000, Galleri Agardh & Tornvall 2004, 2007 och 2011 samt Edsvik konsthall i Sollentuna 2010.
Han har givit ut boken Retur, men han har även gjort mindre skrifter. I Retur har han skrivit och illustrerat om Rocco Rivarossis resa med tåg genom Den Svagiska Unionen. En fortsättning kom i hans två andra böcker, A la prima, utkom 2010 och Sällsamheter i den Svagiska Unionen 2020.
2011 medverkade han i radioprogrammet Mats Åkerman målar 50-talet i Studio Ett.